# Cơ quan Vũ trụ Iran
Cơ quan Vũ trụ Iran (tiếng Ba tư: سازمان فضایی ایران Sázmán e Fazái e Irán; tiếng Anh: Iranian Space Agency, viết tắt là ISA), là cơ quan không gian của chính phủ Iran. Iran đã trở thành quốc gia có khả năng phóng vật thể lên quỹ đạo ngoài vũ trụ vào năm 2009 .
Iran là một trong 24 thành viên sáng lập của Ủy ban Liên Hợp Quốc về Sử dụng hòa bình Không gian Vũ trụ (United Nations Committee on the Peaceful Uses of Outer Space, COPUOS), được thành lập vào năm 1958.